# Garigny
Garigny település Franciaországban, Cher megyében. Lakosainak száma 220 fő (2022. január 1.). Garigny Charentonnay, Couy, Jussy-le-Chaudrier, Menetou-Couture, Mornay-Berry, Précy, Saint-Hilaire-de-Gondilly és Villequiers községekkel határos.

## Népesség
A település népességének változása:
| Lakosok száma | 307  | 222  | 245  | 225  | 253  | 260  | 236  | 223  | 221  | 220  |
|               | 1968 | 1982 | 1990 | 2006 | 2013 | 2015 | 2017 | 2019 | 2020 | 2022 |